# Zuid-Amerikaans kampioenschap voetbal onder 20 - 2017
Het Zuid-Amerikaans kampioenschap voetbal onder 20 van 2017 was de 28e editie van het Zuid-Amerikaans kampioenschap voetbal onder 20, een CONMEBOL-toernooi voor nationale ploegen van spelers onder de 20 jaar. Tien landen namen deel aan dit toernooi dat van 18 januari tot en met 11 februari 2017 in Ecuador werd gespeeld. Uruguay werd voor de achtste keer winnaar. Zij wonnen de finalepoule. Ecuador werd tweede en Venezuela eindigde als derde.
Dit toernooi was tevens een kwalificatietoernooi voor het Wereldkampioenschap voetbal onder 20 in 2017. dat gespeeld werd in Zuid-Korea. De vier beste landen kwalificeerden zich voor dat toernooi. Dat waren Uruguay, Ecuador, Venezuela en Argentinië.

## Stadions
Het toernooi werd gespeeld in Ecuador. Dat gebeurde twee keer eerder. Ook in 1981 en 2001 was dit land gastland van het toernooi. Aanvankelijk werden vijf stadions geselecteerd, maar Estadio La Cocha, dat in Latacunga ligt, werd uiteindelijk geweigerd. De reden hiervoor was dat de renovatiewerkzaamheden aan het stadion niet op tijd af waren. De openingswedstrijd, Colombia tegen Paraguay, zou worden gespeeld op  18 januari 2017 in Riobamba.
| Ambato                                        | · Ambato · (Estadio Bellavista) Ibarra · (Estadio Olímpico de Ibarra) Quito · (Estadio Olímpico Atahualpa) Riobamba · (Estadio Olímpico de Riobamba) | Ibarra                                          |
| --------------------------------------------- | --- | ----------------------------------------------- |
| Estadio Bellavista Capaciteit: 16.467         | · Ambato · (Estadio Bellavista) Ibarra · (Estadio Olímpico de Ibarra) Quito · (Estadio Olímpico Atahualpa) Riobamba · (Estadio Olímpico de Riobamba) | Estadio Olímpico de Ibarra Capaciteit: 17.260   |
|                                               | · Ambato · (Estadio Bellavista) Ibarra · (Estadio Olímpico de Ibarra) Quito · (Estadio Olímpico Atahualpa) Riobamba · (Estadio Olímpico de Riobamba) |                                                 |
| Quito                                         | · Ambato · (Estadio Bellavista) Ibarra · (Estadio Olímpico de Ibarra) Quito · (Estadio Olímpico Atahualpa) Riobamba · (Estadio Olímpico de Riobamba) | Riobamba                                        |
| Estadio Olímpico Atahualpa Capaciteit: 35.258 | · Ambato · (Estadio Bellavista) Ibarra · (Estadio Olímpico de Ibarra) Quito · (Estadio Olímpico Atahualpa) Riobamba · (Estadio Olímpico de Riobamba) | Estadio Olímpico de Riobamba Capaciteit: 14.400 |
|                                               | · Ambato · (Estadio Bellavista) Ibarra · (Estadio Olímpico de Ibarra) Quito · (Estadio Olímpico Atahualpa) Riobamba · (Estadio Olímpico de Riobamba) |                                                 |

## Scheidsrechters
Uit ieder deelnemend land werd er 1 scheidsrechter en 2 assistent scheidsrechters geselecteerd.
| Scheidsrechter                 | Assistent scheidsrechter                                   | Scheidsrechter               | Assistent scheidsrechter                                 |
| ------------------------------ | ---------------------------------------------------------- | ---------------------------- | -------------------------------------------------------- |
| Darío Herrera (Argentinië)     | Diego Bonfá (Argentinië) Cristian Navarro (Argentinië)     | Gery Vargas (Bolivia)        | Juan Pablo Montaño (Bolivia) José Antelo (Bolivia)       |
| Anderson Daronco (Brazilië)    | Rodrigo Correa (Brazilië) Guilherme Dias Camilo (Brazilië) | Roberto Tobar (Chili)        | Raúl Orellana (Chili) José Retamal (Chili)               |
| Gustavo Murillo (Colombia)     | Humberto Clavijo (Colombia) John Alexander León (Colombia) | Carlos Orbe (Ecuador)        | Juan Carlos Macías (Ecuador) Flavio Nall (Ecuador)       |
| Mario Díaz de Vivar (Paraguay) | Milcíades Saldívar (Paraguay) Darío Gaona (Paraguay)       | Diego Haro (Peru)            | Raúl López Cruz (Peru) Víctor Ráez (Peru)                |
| Jonhatan Fuentes (Uruguay)     | Richard Trinidad (Uruguay) Gabriel Popovits (Uruguay)      | Jesús Valenzuela (Venezuela) | Jorge Urrego (Venezuela) Franchescoly Chacón (Venezuela) |

## Loting
De loting was op 7 december 2016 om 11:00 in Luque, Paraguay. Bij de loting werd bepaald dat het gastland automatisch in groep A terecht zou komen en dat Argentinië, als titelhouder, automatisch in poule B zou worden gezet. Bij de overige potten werd voor de indeling gekeken naar de resultaten van de landen op het vorige toernooi in 2015.
| Pot 1            | Pot 2         | Pot 3              | Pot 4         |
| ---------------- | ------------- | ------------------ | ------------- |
| Colombia Uruguay | Brazilië Peru | Paraguay Venezuela | Bolivia Chili |

## Groepsfase

### Groep A
| Pos. | Land     | GW | W | G | V | DV | DT | +/− | Ptn. |
| ---- | -------- | -- | - | - | - | -- | -- | --- | ---- |
| 1    | Ecuador  | 4  | 2 | 1 | 1 | 7  | 6  | +1  | 7    |
| 2    | Colombia | 4  | 2 | 1 | 1 | 6  | 5  | +1  | 7    |
| 3    | Brazilië | 4  | 2 | 1 | 1 | 4  | 3  | +1  | 7    |
| 4    | Paraguay | 4  | 1 | 1 | 2 | 6  | 7  | –1  | 4    |
| 5    | Chili    | 4  | 0 | 2 | 2 | 2  | 4  | –2  | 2    |

|                               |           |     |                 |                                                                         |
| 18 januari 2017 17:00 (UTC−5) | Colombia  | 1–1 | Paraguay        | Estadio Olímpico de Riobamba, Riobamba Scheidsrechter: Diego Haro (PER) |
| 18 januari 2017 17:00 (UTC−5) | Ceter 88' |     | S. Ferreira 80' | Estadio Olímpico de Riobamba, Riobamba Scheidsrechter: Diego Haro (PER) |

|                               |         |                  |          |                                                                               |
| 18 januari 2017 19:15 (UTC−5) | Ecuador | 0–1              | Brazilië | Estadio Olímpico de Riobamba, Riobamba Scheidsrechter: Jonhatan Fuentes (URU) |
| 18 januari 2017 19:15 (UTC−5) |         | Felipe Vizeu 51' |          | Estadio Olímpico de Riobamba, Riobamba Scheidsrechter: Jonhatan Fuentes (URU) |

|                               |          |     |       |                                                                               |
| 20 januari 2017 17:00 (UTC−5) | Brazilië | 0–0 | Chili | Estadio Olímpico de Riobamba, Riobamba Scheidsrechter: Jesús Valenzuela (VEN) |
| 20 januari 2017 17:00 (UTC−5) |          |     |       | Estadio Olímpico de Riobamba, Riobamba Scheidsrechter: Jesús Valenzuela (VEN) |

|                               |                                                             |     |                                   |                                                                            |
| 20 januari 2017 19:15 (UTC−5) | Ecuador                                                     | 4–3 | Colombia                          | Estadio Olímpico de Riobamba, Riobamba Scheidsrechter: Darío Herrera (ARG) |
| 20 januari 2017 19:15 (UTC−5) | Estupiñán 40' Quintero 51' Cabezas 55' (pen.) Caicedo 90+1' |     | Ceter 6' Obregón 37' Valencia 73' | Estadio Olímpico de Riobamba, Riobamba Scheidsrechter: Darío Herrera (ARG) |

|                               |                                                    |     |                        |                                                                |
| 22 januari 2017 14:45 (UTC−5) | Brazilië                                           | 3–2 | Paraguay               | Estadio Bellavista, Ambato Scheidsrechter: Darío Herrera (ARG) |
| 22 januari 2017 14:45 (UTC−5) | Matheus Sávio 38' Richarlison 56' Felipe Vizeu 64' |     | Medina 79' (pen.), 90' | Estadio Bellavista, Ambato Scheidsrechter: Darío Herrera (ARG) |

|                               |           |     |            |                                                             |
| 22 januari 2017 16:45 (UTC−5) | Ecuador   | 1–1 | Chili      | Estadio Bellavista, Ambato Scheidsrechter: Diego Haro (PER) |
| 22 januari 2017 16:45 (UTC−5) | Sierra 6' |     | Sierra 79' | Estadio Bellavista, Ambato Scheidsrechter: Diego Haro (PER) |

|                               |                      |     |          |                                                                               |
| 24 januari 2017 17:00 (UTC−5) | Paraguay             | 2–1 | Chili    | Estadio Olímpico de Riobamba, Riobamba Scheidsrechter: Jonhatan Fuentes (URU) |
| 24 januari 2017 17:00 (UTC−5) | Báez 32' Paredes 90' |     | Jara 81' | Estadio Olímpico de Riobamba, Riobamba Scheidsrechter: Jonhatan Fuentes (URU) |

|                               |              |     |          |                                                                          |
| 24 januari 2017 19:15 (UTC−5) | Colombia     | 1–0 | Brazilië | Estadio Olímpico de Riobamba, Riobamba Scheidsrechter: Gery Vargas (BOL) |
| 24 januari 2017 19:15 (UTC−5) | Valencia 86' |     |          | Estadio Olímpico de Riobamba, Riobamba Scheidsrechter: Gery Vargas (BOL) |

|                               |             |     |       |                                                                               |
| 26 januari 2017 17:00 (UTC−5) | Colombia    | 1–0 | Chili | Estadio Olímpico de Riobamba, Riobamba Scheidsrechter: Jesús Valenzuela (VEN) |
| 26 januari 2017 17:00 (UTC−5) | Valencia 4' |     |       | Estadio Olímpico de Riobamba, Riobamba Scheidsrechter: Jesús Valenzuela (VEN) |

|                               |                     |     |          |                                                                            |
| 26 januari 2017 19:15 (UTC−5) | Ecuador             | 2–1 | Paraguay | Estadio Olímpico de Riobamba, Riobamba Scheidsrechter: Dario Herrera (ARG) |
| 26 januari 2017 19:15 (UTC−5) | Corozo 19' Lino 21' |     | Báez 46' | Estadio Olímpico de Riobamba, Riobamba Scheidsrechter: Dario Herrera (ARG) |

### Groep B
| Pos. | Land       | GW | W | G | V | DV | DT | +/− | Ptn. |
| ---- | ---------- | -- | - | - | - | -- | -- | --- | ---- |
| 1    | Uruguay    | 4  | 2 | 2 | 0 | 8  | 3  | +5  | 8    |
| 2    | Argentinië | 4  | 1 | 3 | 0 | 9  | 5  | +4  | 6    |
| 3    | Venezuela  | 4  | 0 | 4 | 0 | 1  | 1  | 0   | 4    |
| 4    | Bolivia    | 4  | 1 | 1 | 2 | 3  | 8  | –5  | 4    |
| 5    | Peru       | 4  | 0 | 2 | 2 | 2  | 6  | –4  | 2    |

|                               |         |     |           |                                                                        |
| 19 januari 2017 17:00 (UTC−5) | Uruguay | 0–0 | Venezuela | Estadio Olímpico de Ibarra, Ibarra Scheidsrechter: Roberto Tobar (CHI) |
| 19 januari 2017 17:00 (UTC−5) |         |     |           | Estadio Olímpico de Ibarra, Ibarra Scheidsrechter: Roberto Tobar (CHI) |

|                               |                  |     |            |                                                                      |
| 19 januari 2017 19:15 (UTC−5) | Argentinië       | 1–1 | Peru       | Estadio Olímpico de Ibarra, Ibarra Scheidsrechter: Carlos Orbe (ECU) |
| 19 januari 2017 19:15 (UTC−5) | La. Martínez 89' |     | Siucho 11' | Estadio Olímpico de Ibarra, Ibarra Scheidsrechter: Carlos Orbe (ECU) |

|                               |      |                          |         |                                                                          |
| 21 januari 2017 17:00 (UTC−5) | Peru | 0–2                      | Bolivia | Estadio Olímpico de Ibarra, Ibarra Scheidsrechter: Gustavo Murillo (COL) |
| 21 januari 2017 17:00 (UTC−5) |      | Monteiro 54' Miranda 88' |         | Estadio Olímpico de Ibarra, Ibarra Scheidsrechter: Gustavo Murillo (COL) |

|                               |                                  |     |                                                     |                                                                           |
| 21 januari 2017 19:15 (UTC−5) | Argentinië                       | 3–3 | Uruguay                                             | Estadio Olímpico de Ibarra, Ibarra Scheidsrechter: Anderson Daronco (BRA) |
| 21 januari 2017 19:15 (UTC−5) | Torres 23', 73' Rogel 88' (e.d.) |     | Amaral 3' De la Cruz 45+2' (pen.) Schiappacasse 81' | Estadio Olímpico de Ibarra, Ibarra Scheidsrechter: Anderson Daronco (BRA) |

|                               |            |     |             |                                                                           |
| 23 januari 2017 17:00 (UTC−5) | Peru       | 1–1 | Venezuela   | Estadio Olímpico de Ibarra, Ibarra Scheidsrechter: Anderson Daronco (BRA) |
| 23 januari 2017 17:00 (UTC−5) | Siucho 55' |     | Herrera 88' | Estadio Olímpico de Ibarra, Ibarra Scheidsrechter: Anderson Daronco (BRA) |

|                               |                                                         |     |             |                                                                              |
| 23 januari 2017 19:15 (UTC−5) | Argentinië                                              | 5–1 | Bolivia     | Estadio Olímpico de Ibarra, Ibarra Scheidsrechter: Mario Díaz de Vivar (PAR) |
| 23 januari 2017 19:15 (UTC−5) | Torres 22', 42' Mansilla 35' Conechny 54' Rodríguez 68' |     | R. Vaca 70' | Estadio Olímpico de Ibarra, Ibarra Scheidsrechter: Mario Díaz de Vivar (PAR) |

|                               |           |     |         |                                                                      |
| 25 januari 2017 17:00 (UTC−5) | Venezuela | 0–0 | Bolivia | Estadio Olímpico de Ibarra, Ibarra Scheidsrechter: Carlos Orbe (ECU) |
| 25 januari 2017 17:00 (UTC−5) |           |     |         | Estadio Olímpico de Ibarra, Ibarra Scheidsrechter: Carlos Orbe (ECU) |

|                               |                                    |     |      |                                                                        |
| 25 januari 2017 19:15 (UTC−5) | Uruguay                            | 2–0 | Peru | Estadio Olímpico de Ibarra, Ibarra Scheidsrechter: Roberto Tobar (CHI) |
| 25 januari 2017 19:15 (UTC−5) | Amaral 8' (pen.) Schiappacasse 63' |     |      | Estadio Olímpico de Ibarra, Ibarra Scheidsrechter: Roberto Tobar (CHI) |

|                               |                                    |     |         |                                                                          |
| 27 januari 2017 17:00 (UTC−5) | Uruguay                            | 3–0 | Bolivia | Estadio Olímpico de Ibarra, Ibarra Scheidsrechter: Gustavo Murillo (COL) |
| 27 januari 2017 17:00 (UTC−5) | Rogel 17' Bentancur 43' Amaral 82' |     |         | Estadio Olímpico de Ibarra, Ibarra Scheidsrechter: Gustavo Murillo (COL) |

|                               |            |     |           |                                                                              |
| 27 januari 2017 19:15 (UTC−5) | Argentinië | 0–0 | Venezuela | Estadio Olímpico de Ibarra, Ibarra Scheidsrechter: Mario Díaz de Vivar (PAR) |
| 27 januari 2017 19:15 (UTC−5) |            |     |           | Estadio Olímpico de Ibarra, Ibarra Scheidsrechter: Mario Díaz de Vivar (PAR) |

## Finalegroep
| Pos. | Land       | GW | W | G | V | DV | DT | +/− | Ptn. |
| ---- | ---------- | -- | - | - | - | -- | -- | --- | ---- |
| 1    | Uruguay    | 5  | 4 | 0 | 1 | 10 | 5  | +5  | 12   |
| 2    | Ecuador    | 5  | 2 | 1 | 2 | 11 | 8  | +3  | 7    |
| 3    | Venezuela  | 5  | 2 | 1 | 2 | 8  | 6  | +2  | 7    |
| 4    | Argentinië | 5  | 2 | 1 | 2 | 6  | 9  | –3  | 7    |
| 5    | Brazilië   | 5  | 1 | 3 | 1 | 6  | 6  | 0   | 6    |
| 6    | Colombia   | 5  | 0 | 2 | 3 | 2  | 9  | –7  | 2    |

|                               |                      |     |             |                                                                          |
| 30 januari 2017 16:00 (UTC−5) | Colombia             | 1–1 | Venezuela   | Estadio Olímpico Atahualpa, Quito Scheidsrechter: Jonhatan Fuentes (URU) |
| 30 januari 2017 16:00 (UTC−5) | Hernández 85' (pen.) |     | Soteldo 35' | Estadio Olímpico Atahualpa, Quito Scheidsrechter: Jonhatan Fuentes (URU) |

|                               |                                       |     |            |                                                                    |
| 30 januari 2017 18:15 (UTC−5) | Uruguay                               | 3–0 | Argentinië | Estadio Olímpico Atahualpa, Quito Scheidsrechter: Diego Haro (PER) |
| 30 januari 2017 18:15 (UTC−5) | De la Cruz 37' Olivera 40' Amaral 61' |     |            | Estadio Olímpico Atahualpa, Quito Scheidsrechter: Diego Haro (PER) |

|                               |                                           |     |                                |                                                                             |
| 30 januari 2017 20:30 (UTC−5) | Ecuador                                   | 2–2 | Brazilië                       | Estadio Olímpico Atahualpa, Quito Scheidsrechter: Mario Díaz de Vivar (PAR) |
| 30 januari 2017 20:30 (UTC−5) | Jaramillo 69' (pen.) Estupiñán 77' (pen.) |     | Guilherme Arana 14' Maycon 24' | Estadio Olímpico Atahualpa, Quito Scheidsrechter: Mario Díaz de Vivar (PAR) |

|                               |               |     |                            |                                                                          |
| 2 februari 2017 16:00 (UTC−5) | Colombia      | 1–2 | Argentinië                 | Estadio Olímpico Atahualpa, Quito Scheidsrechter: Anderson Daronco (BRA) |
| 2 februari 2017 16:00 (UTC−5) | Hernández 56' |     | Torres 1' La. Martínez 90' | Estadio Olímpico Atahualpa, Quito Scheidsrechter: Anderson Daronco (BRA) |

|                               |                       |     |                     |                                                                       |
| 2 februari 2017 18:15 (UTC−5) | Uruguay               | 2–1 | Brazilië            | Estadio Olímpico Atahualpa, Quito Scheidsrechter: Darío Herrera (ARG) |
| 2 februari 2017 18:15 (UTC−5) | Amaral 59' Viña 90+1' |     | Guilherme Arana 23' | Estadio Olímpico Atahualpa, Quito Scheidsrechter: Darío Herrera (ARG) |

|                               |                                           |     |                                                       |                                                                       |
| 2 februari 2017 20:30 (UTC−5) | Ecuador                                   | 2–4 | Venezuela                                             | Estadio Olímpico Atahualpa, Quito Scheidsrechter: Roberto Tobar (CHI) |
| 2 februari 2017 20:30 (UTC−5) | Estupiñán 87' (pen.) Cabezas 90+7' (pen.) |     | Herrera 39' Soteldo 52' (pen.) Chacón 55' Córdova 63' | Estadio Olímpico Atahualpa, Quito Scheidsrechter: Roberto Tobar (CHI) |

|                               |                  |     |           |                                                                    |
| 5 februari 2017 16:00 (UTC−5) | Brazilië         | 1–0 | Venezuela | Estadio Olímpico Atahualpa, Quito Scheidsrechter: Diego Haro (PER) |
| 5 februari 2017 16:00 (UTC−5) | Felipe Vizeu 88' |     |           | Estadio Olímpico Atahualpa, Quito Scheidsrechter: Diego Haro (PER) |

|                               |                                                    |     |          |                                                                             |
| 5 februari 2017 18:15 (UTC−5) | Uruguay                                            | 3–0 | Colombia | Estadio Olímpico Atahualpa, Quito Scheidsrechter: Mario Díaz de Vivar (PAR) |
| 5 februari 2017 18:15 (UTC−5) | Waller 40' Schiappacasse 64' De la Cruz 82' (pen.) |     |          | Estadio Olímpico Atahualpa, Quito Scheidsrechter: Mario Díaz de Vivar (PAR) |

|                               |                                              |     |            |                                                                     |
| 5 februari 2017 20:30 (UTC−5) | Ecuador                                      | 3–0 | Argentinië | Estadio Olímpico Atahualpa, Quito Scheidsrechter: Gery Vargas (BOL) |
| 5 februari 2017 20:30 (UTC−5) | Estupiñán 39' (pen.) Caicedo 57' Cabezas 62' |     |            | Estadio Olímpico Atahualpa, Quito Scheidsrechter: Gery Vargas (BOL) |

|                               |                              |     |          |                                                                       |
| 8 februari 2017 16:00 (UTC−5) | Ecuador                      | 3–0 | Colombia | Estadio Olímpico Atahualpa, Quito Scheidsrechter: Darío Herrera (ARG) |
| 8 februari 2017 16:00 (UTC−5) | Cabezas 49', 82' Caicedo 62' |     |          | Estadio Olímpico Atahualpa, Quito Scheidsrechter: Darío Herrera (ARG) |

|                               |         |                                                 |           |                                                                     |
| 8 februari 2017 18:15 (UTC−5) | Uruguay | 0–3                                             | Venezuela | Estadio Olímpico Atahualpa, Quito Scheidsrechter: Gery Vargas (BOL) |
| 8 februari 2017 18:15 (UTC−5) |         | Mejías 67' Soteldo 70' (pen.) Chacón 75' (pen.) |           | Estadio Olímpico Atahualpa, Quito Scheidsrechter: Gery Vargas (BOL) |

|                               |                                        |     |                                 |                                                                       |
| 8 februari 2017 20:30 (UTC−5) | Brazilië                               | 2–2 | Argentinië                      | Estadio Olímpico Atahualpa, Quito Scheidsrechter: Roberto Tobar (CHI) |
| 8 februari 2017 20:30 (UTC−5) | Richarlison 9' Felipe Vizeu 65' (pen.) |     | Mansilla 25' La. Martínez 90+4' | Estadio Olímpico Atahualpa, Quito Scheidsrechter: Roberto Tobar (CHI) |

|                                |                       |     |           |                                                                             |
| 11 februari 2017 15:30 (UTC−5) | Argentinië            | 2–0 | Venezuela | Estadio Olímpico Atahualpa, Quito Scheidsrechter: Mario Díaz de Vivar (PAR) |
| 11 februari 2017 15:30 (UTC−5) | La. Martínez 42', 45' |     |           | Estadio Olímpico Atahualpa, Quito Scheidsrechter: Mario Díaz de Vivar (PAR) |

|                                |          |     |          |                                                                     |
| 11 februari 2017 17:45 (UTC−5) | Colombia | 0–0 | Brazilië | Estadio Olímpico Atahualpa, Quito Scheidsrechter: Gery Vargas (BOL) |
| 11 februari 2017 17:45 (UTC−5) |          |     |          | Estadio Olímpico Atahualpa, Quito Scheidsrechter: Gery Vargas (BOL) |

|                                |          |     |                |                                                                       |
| 11 februari 2017 20:00 (UTC−5) | Ecuador  | 1–2 | Uruguay        | Estadio Olímpico Atahualpa, Quito Scheidsrechter: Roberto Tobar (CHI) |
| 11 februari 2017 20:00 (UTC−5) | Lino 65' |     | Ardaiz 4', 25' | Estadio Olímpico Atahualpa, Quito Scheidsrechter: Roberto Tobar (CHI) |

1954 · 1958 · 1964 · 1967 · 1971 · 1974 · 1975 · 1977 · 1979 · 1981 · 1983 · 1985 · 1987 · 1988 · 1991 · 1992 · 1995 · 1997 · 1999 · 2001 · 2003 · 2005 · 2007 · 2009 · 2011 · 2013 · 2015 · 2017 · 2019 · 2023

Jeugdtoernooi CONMEBOL mannen: onder 17 · onder 15

Jeugdtoernooi CONMEBOL vrouwen: onder 20 · onder 17